# Filipa Sousa
Filipa Sousa, född 2 mars 1985 i Albufeira, är en portugisisk sångerska.

## Karriär
Sousa började lära sig om musik när hon var sex år. När hon var tolv år började hon tävla på festivaler och karaoketävlingar där hon vann ett par priser. Då hon var sexton år började hon experimentera med den traditionella portugisiska musikstilen Fado och hon har inte slutat med det sedan dess. Efter att ha deltagit i bland annat teaterpjäser blev Sousa medlem i Fadogruppen Al-Mouraria år 2003. Med gruppen framträdde hon inte bara hemma i Portugal utan även i Spanien och Marocko, samt i TV. År 2007 var hon med i programmet Operação Triunfo, den portugisiska versionen av Star Academy, där hon stannade i tävlingen i sju veckor. År 2010 deltog hon i programmet Nasci para o Fado vars mål var att hitta artister till musikalen Fado: História de um Povo.

### Eurovision
Den 10 mars 2012 vann hon Festival da Canção och hon kom därmed att representera Portugal i Eurovision Song Contest 2012 i Baku i Azerbajdzjan med låten "Vida minha". Hon gjorde sitt framträdande i den andra semifinalen den 24 maj. Efter att de 10 finalisterna meddelats stod det klart att Sousa inte lyckades ta sig vidare till finalen den 26 maj.

## Diskografi

### Singlar
- 2012 – Vida minha